# Киракос Ерзнкаци
Киракос Ерзнкаци (арм. Կիրակոս Երզնկացի) — армянский богослов, поэт, церковный деятель XIV века.

## Биография
Родился в селе Аграк гавара Екехяц. Обучение прошёл в Ерзнке, потом в Гладзоре. Особо выделялся среди учеников, предполагалось, что заменит Есаи Нчеци на посту ректора Гладзорского университета, однако после окончания учёбы вернулся в родные края и стал преподавать в монастырской школе Аваг ванк недалеко от Ерзнки. Прославился своими философскими сочинениями, усовершенствовал взгляды Ованеса Ерзнкаци. В соих трудах Киракос считает основной особенностью сущности человека его постоянное стремление к совершенству, а из основных характеристик материи выделяет движение, изменчивость и вечность. Является автором нескольких учебных пособий. Известен также своими шараканами, среди которых особое место занимает посвящённая Богородице песня «Яркий восход солнца». Киракос вёл идеологическую борьбу с деятельностью католической церкви в Армении. Против католической догматики направлены его сочинения «Советы верующим православным» и «Письмо карнийцам». Умер в 1356 году и похоронен в монастыре св. Саркиса в Ерзнке.

## Сочинения
- шаракан «Яркий восход солнца» (арм. «Արեւելք գերարփին»)
- шаракан «Прелюдия к Тярндарачу» (арм. «Նախերգան Տեառնընդառաջին»)
- «Письмо карнийцам» (арм. «Թուղթ առ Կարնեցիս»)
- «Слово верующим православным» (арм. «Խրատ առ ուղղափառ հաւատացեալսն»)
- «О восьми помыслах Евагрия» (арм. «Յաղագս Ը խորհրդոցն Եւագրեայ»)
- «Объяснение сотен чисел Евагрия» (арм. «Լուծմունք հարիւրաւոր թուոցն Եւագրեայ»)
- «Слово о покаянии» (арм. «Խրատ վասն խոստովանութեան»)